# Kevin D'Anzico
Kevin D'Anzico (Differdange, 14 de agosto de 2000) es un futbolista luxemburgués que juega en la demarcación de defensa para el FC Differdange 03 de la División Nacional de Luxemburgo.

## Selección nacional
Tras jugar en las categorías inferiores de la selección, finalmente el 11 de octubre de 2024 hizo su debut con la selección de Luxemburgo en un partido de la Liga de Naciones de la UEFA 2024-25 contra Bulgaria que finalizó con un resultado de empate a cero.

## Clubes
| Club              | País       | Año       | Partidos | Goles |
| ----------------- | ---------- | --------- | -------- | ----- |
| UN Käerjéng 97    | Luxemburgo | 2016-2019 | 24       | 1     |
| FC Differdange 03 | Luxemburgo | 2019-     | 116      | 4     |